# Olios alluaudi
Olios alluaudi là một loài nhện trong họ Sparassidae.
Loài này thuộc chi Olios. Olios alluaudi được Eugène Simon miêu tả năm 1887.